# مسيرة طلعة العذراء (حيفا)
طلعة العذراء هي مسيرة سنوية يقوم بها الفلسطينيون المسيحيون وغيرهم من حجاج أجانب، اذ ينطلق المشاركون من كنسية اللاتين في وسط مدينة حيفا الى دير مار الياس الواقع في الطرف الشمالي الغربي في جبل الكرمل حاملين تمثال السيدة العذراء.

## الخلفية
يعود تاريخ المسيرة الى عام 1914م عندما صدر قرار بإخلاء فوري لدير مار الياس من قبل السلطات العثمانية، اذ امر الجنود الأتراك الرهبانَ الكرمليين بإخلاء الدير خلال ثلاث ساعات وإخراج كل ما كان بداخله خشيةً من سقوط قذائف محتمل من قبل جيوش الحلفاء. على اثر ذلك، حُمل تمثال السيدة العذراء على متن عربة وتم نقله الى كنسية اللاتين في ساحة الحمراء وبقي هناك الى حين انتهاء الحرب العالمية الأولى. وفي عام 1919م أُعيد التمثال الى دير مار الياس بمسيرة شعبية واسعة إيمانًا بأن السيدة العذراء قد حمت الأهالي والمدينة خلال فترة الحرب.
ومنذ ذلك العام حتى اليوم تُقام نفس المسيرة في كل عام في الأحد الثاني بعد عيد الفصح المجيد احتفالًا بذكرى المناسبة. حيث يتجمع المشاركون عند كنسية اللاتين ويسيرون حوالي اثنين كيلومتر ونصف حيث يُجر تمثال سيدة الكرمل على عربة بدون محرك. تشارك العديد من الجهات في هذه المسيرة السنوية منها: سرايا كشفية، حركات مريميّة، أخويّات مختلفة، طلبة مدارس، أطفال، مؤمنون وعلمانيون، رهبان وراهبات، كهنة، أساقفة إضافة الى غبطة البطريرك.